# Joachim Gerchow
Joachim Gerchow (* 26. Juni 1921 in Mirow; † 23. Juni 2012 in Hermannsburg) war ein deutscher Rechtsmediziner und Direktor des Instituts für Rechtsmedizin an der Universität Frankfurt am Main.

## Leben
Nach dem Abitur in Neustrelitz wurde Gerchows Medizinstudium in Rostock und Kiel vom Kriegsdienst im Zweiten Weltkrieg unterbrochen. Nach dem Staatsexamen 1946 in Kiel wurde er 1948 promoviert und habilitierte sich 1954 bei Wilhelm Hallermann. Gerchow wurde 1962 auf den Lehrstuhl für gerichtliche und soziale Medizin an der Universität Frankfurt am Main berufen und dort 1989 emeritiert. Er hatte seinen Wohnsitz in Neu-Isenburg. Gerchow war 1978 Gründungsmitglied der Deutschen Gesellschaft für Suchtforschung und Suchttherapie und von 1982 bis 1986 ihr Vorsitzender. Von 1984 bis 1989 war Gerchow Vorsitzender der Deutschen Gesellschaft für Rechtsmedizin. Von 1987 bis 2005 war er Vorsitzender der Ethik-Kommission der Landesärztekammer Hessen. 
Gerchow hat zahlreiche Schriften veröffentlicht und war maßgeblich an der Herausgabe der Zeitschriften Blutalkohol, Deutsche Zeitschrift für die gesamte gerichtliche Medizin und Zeitschrift für Rechtsmedizin beteiligt. Der Schwerpunkt seiner Arbeit lag im Nachweis der Gefährdungen durch Alkohol am Steuer sowie deren Aufklärung (etwa anhand der Blutalkoholkonzentration).
Im Jahr 1987 wurde er mit dem Bundesverdienstkreuz und mit der Senator-Lothar-Danner-Medaille des Bundes gegen Alkohol und Drogen im Straßenverkehr ausgezeichnet. Im Jahr 2007 erhielt er den Hessischen Verdienstorden.

## Schriften (Auswahl)
- Hansjürgen Bratzke; Joachim Gerchow: Rausch. Symposium zum 75. Geburtstag von Joachim Gerchow, Frankfurt (Main) ;  1997
- Alkohol, Alkoholismus, Hamburg : Neuland-Verlagsgesellschaft, 1980
- Zur Schuldfähigkeit Drogenabhängiger, Berlin : Informationskreis Drogenprobleme e.V., ca. 1980
- Alkohol im Strassenverkehr, Kiel : Bund f. alkoholfreien Verkehr e.V., Sektion Schleswig-Holstein, 1959
- Die ärztlich-forensische Beurteilung von Kindesmörderinnen. Ein Beitrag zum Problem der abartigen Erlebnisreaktionen, Halle (Saale) : VEB Marhold, 1957